# Saison 2 des Voyages fantomatiques de Scoubidou
Chronologie
Saison 1 Saison 3
Cet article présente le guide de la saison 2 de la série télévisée d'animation américaine Les Voyages fantomatiques de Scoubidou (Scooby-Doo and Scrappy-Doo).

## Épisodes

### Épisode 1:Scoubinocchio
- Titre original : Scooby Nocchio
- Numéro(s) : 40 (2.1)
- Scénariste(s) :
- Réalisateur(s) :
- Diffusion(s) : 
  -  États-Unis : 19 septembre 1981
- Invité(es) :
- Résumé :

### Épisode 2:Le Gardien du phare
- Titre original : Lighthouse Keeper Scooby
- Numéro(s) : 41 (2.2)
- Scénariste(s) :
- Réalisateur(s) :
- Diffusion(s) : 
  -  États-Unis : 19 septembre 1981
- Invité(es) :
- Résumé :

### Épisode 3:Les Racines de Scooby
- Titre original : Scooby's Roots
- Numéro(s) : 42 (2.3)
- Scénariste(s) :
- Réalisateur(s) :
- Diffusion(s) : 
  -  États-Unis : 19 septembre 1981
- Invité(es) :
- Résumé :

### Épisode 4:Scooby s'échappe de l’Atlantide
- Titre original : Scooby's Escape From Atlantis
- Numéro(s) : 43 (2.4)
- Scénariste(s) :
- Réalisateur(s) :
- Diffusion(s) : 
  -  États-Unis : 26 septembre 1981
- Invité(es) :
- Résumé :

### Épisode 5:L'Histoire d'Excalibur
- Titre original : Excalibur Scooby
- Numéro(s) : 44 (2.5)
- Scénariste(s) :
- Réalisateur(s) :
- Diffusion(s) : 
  -  États-Unis : 26 septembre 1981
- Invité(es) :
- Résumé :

### Épisode 6:Scooby sauve le monde
- Titre original : Scooby Saves the World
- Numéro(s) : 45 (2.6)
- Scénariste(s) :
- Réalisateur(s) :
- Diffusion(s) : 
  -  États-Unis : 26 septembre 1981
- Invité(es) :
- Résumé :

### Épisode 7:Scooby Doobyi Bouh!
- Titre original : Scooby Dooby Goo
- Numéro(s) : 46 (2.7)
- Scénariste(s) :
- Réalisateur(s) :
- Diffusion(s) : 
  -  États-Unis : 3 octobre 1981
- Invité(es) :
- Résumé :

### Épisode 8:Scooby en pousse-pousse
- Titre original : Rickshaw Scooby
- Numéro(s) : 47 (2.8)
- Scénariste(s) :
- Réalisateur(s) :
- Diffusion(s) : 
  -  États-Unis : 3 octobre 1981
- Invité(es) :
- Résumé :

### Épisode 9:La Chance de Scooby en Irlande
- Titre original : Scooby's Luck of the Irish
- Numéro(s) : 48 (2.9)
- Scénariste(s) :
- Réalisateur(s) :
- Diffusion(s) : 
  -  États-Unis : 3 octobre 1981
- Invité(es) :
- Résumé :

### Épisode 10:Scooby derrière la scène
- Titre original : Backstage Scooby
- Numéro(s) : 49 (2.10)
- Scénariste(s) :
- Réalisateur(s) :
- Diffusion(s) : 
  -  États-Unis : 10 octobre 1981
- Invité(es) :
- Résumé :

### Épisode 11:Scooby et la Maison mystère
- Titre original : Scooby's House of Mystery
- Numéro(s) : 50 (2.11)
- Scénariste(s) :
- Réalisateur(s) :
- Diffusion(s) : 
  -  États-Unis : 10 octobre 1981
- Invité(es) :
- Résumé :

### Épisode 12:Fais de beaux rêves, Scooby
- Titre original : Sweet Dreams Scooby
- Numéro(s) : 51 (2.12)
- Scénariste(s) :
- Réalisateur(s) :
- Diffusion(s) : 
  -  États-Unis : 10 octobre 1981
- Invité(es) :
- Résumé :

### Épisode 13:Scooby-Doo 2000
- Titre original : Scooby-Doo 2000
- Numéro(s) : 52 (2.13)
- Scénariste(s) :
- Réalisateur(s) :
- Diffusion(s) : 
  -  États-Unis : 17 octobre 1981
- Invité(es) :
- Résumé :

### Épisode 14:Rockeur Scooby
- Titre original : Punk Rock Scooby
- Numéro(s) : 53 (2.14)
- Scénariste(s) :
- Réalisateur(s) :
- Diffusion(s) : 
  -  États-Unis : 17 octobre 1981
- Invité(es) :
- Résumé :

### Épisode 15:Scooby-Doo fait du secrétariat
- Titre original : Canine to Five
- Numéro(s) : 54 (2.15)
- Scénariste(s) :
- Réalisateur(s) :
- Diffusion(s) : 
  -  États-Unis : 17 octobre 1981
- Invité(es) :
- Résumé :

### Épisode 16:Scooby-Doo bâtisseur
- Titre original : Hardhat Scooby
- Numéro(s) : 55 (2.16)
- Scénariste(s) :
- Réalisateur(s) :
- Diffusion(s) : 
  -  États-Unis : 24 octobre 1981
- Invité(es) :
- Résumé :

### Épisode 17:Des fleurs pour Scooby-Doo
- Titre original : Hothouse Scooby
- Numéro(s) : 56 (2.17)
- Scénariste(s) :
- Réalisateur(s) :
- Diffusion(s) : 
  -  États-Unis : 24 octobre 1981
- Invité(es) :
- Résumé :

### Épisode 18:Partie de football
- Titre original : Pigskin Scooby
- Numéro(s) : 57 (2.18)
- Scénariste(s) :
- Réalisateur(s) :
- Diffusion(s) : 
  -  États-Unis : 24 octobre 1981
- Invité(es) :
- Résumé :

### Épisode 19:Scooby et les Vieux Coucous
- Titre original : Sopwith Scooby
- Numéro(s) : 58 (2.19)
- Scénariste(s) :
- Réalisateur(s) :
- Diffusion(s) : 
  -  États-Unis : 31 octobre 1981
- Invité(es) :
- Résumé :

### Épisode 20:Scooby-Doo et le Yéti
- Titre original : Tenderbigfoot
- Numéro(s) : 59 (2.20)
- Scénariste(s) :
- Réalisateur(s) :
- Diffusion(s) : 
  -  États-Unis : 31 octobre 1981
- Invité(es) :
- Résumé :

### Épisode 21:Scooby-Doo et le Haricot magique
- Titre original : Scooby and the Beanstalk
- Numéro(s) : 60 (2.21)
- Scénariste(s) :
- Réalisateur(s) :
- Diffusion(s) : 
  -  États-Unis : 31 octobre 1981
- Invité(es) :
- Résumé :